# Кривошеєв Олександр Степанович
Кривоше́єв Олекса́ндр Степа́нович (1859 — 17 грудня 1916) — київський міський архітектор.

## Біографія
О. С. Кривошеєв народився у 1859 році. Закінчив Київське реальне училище, у 1881–1886 році навчався у Петербурзькому Інституті цивільних інженерів і здобув відповідне звання по І розряду.
У 1887–1913 роках обіймав посаду міського архітектора Києва.

## Зведені будинки
- Свято-Володимирське училище на вулиці Івана Франка, 44 (1891 р., не збереглось)
- Либідська поліцейська дільниця з пожежною частиною і каланчею на вулиці Тарасівській, 4 (1895–1897 pp.)
- Міська поліція та адресний стіл в комплексі Присутствених місць на вулиці Великій Житомирській (1897–1898 pp.)
- Печерське міське училище на Бутишевому провулку, 11 (1901–1902 pp.)
- Ковбасна фабрика К. Бульона на розі вулиць Дмитрівскої та Павлівської (1896 p.).
- Готель «Паласт» на бульварі Тараса Шевченка, 7/29
- Готель Гладинюка на вул. Б. Хмельницького, 8
- Міська бібліотека на вулиці Михайла Грушевського, 1 (1910—1911 pp., проєкт фасаду Е. Клаве).
- Житловий будинок Ф. Фельдмана на вулиці Ярославській, 29 (1884 p.)
- Прибудова до особняка Б. і В. Ханенків на вулиці Терещенківській, 15 (1891 p.)
- Прибутковий будинок О. Дьякової на вулиці Хрещатик, 42 (1892 p.)
- Два флігелі будинку Бліндера на вулиці Нижній Вал, 19 (1892 p.)
- Житловий будинок Д. Трахтенберга на вулиці Трьохсвятительській, 5 (1892–1894 pp., закінчував М. Горденін)
- Житловий будинок С. Горенка на вулиці Шота Руставелі, 5 (1894 р., не зберігся)
- Житловий флігель Я. Епштейна на вулиці Шота Руставелі, 7 (1896 р., не зберігся)
- Прибутковий будинок на вулиці Богдана Хмельницького, 42 (1897 p.)
- Житловий будинок на вулиці Великій Житомирській, 18 (1897–1898 pp.)
- Житловий будинок на вулиці Богдана Хмельницького, 72.
- Прибутковий будинок на вулиці Хорива, 2 (1897 p.),
- Прибутковий будинок на вулиці Золотоустівській, 2 (1898 p., пізніше був надбудований),
- Прибутковий будинок співака М. Михайлова на вулиці Володимирській, 40/2 (1898–1899 pp.),
- [[Будинок на Івана Федорова, 10 • , 11|Прибутковий будинок]] на вулиці Євгена Чикаленка, 11 (1899 p.),
- Прибутковий будинок артистки М. Глєбової-Федорової на вулиці Великій Житомирській, 12 (1904 p.),
- Пральня і жіночий терапевтичний корпус Олександрівськоїх лікарні на вул. Шовковичній № 39 (1908 р.);
- Житловий будинок на вулиці Євгена Чикаленка, 22 (1912—1913 рр.).

## Інші проєкти

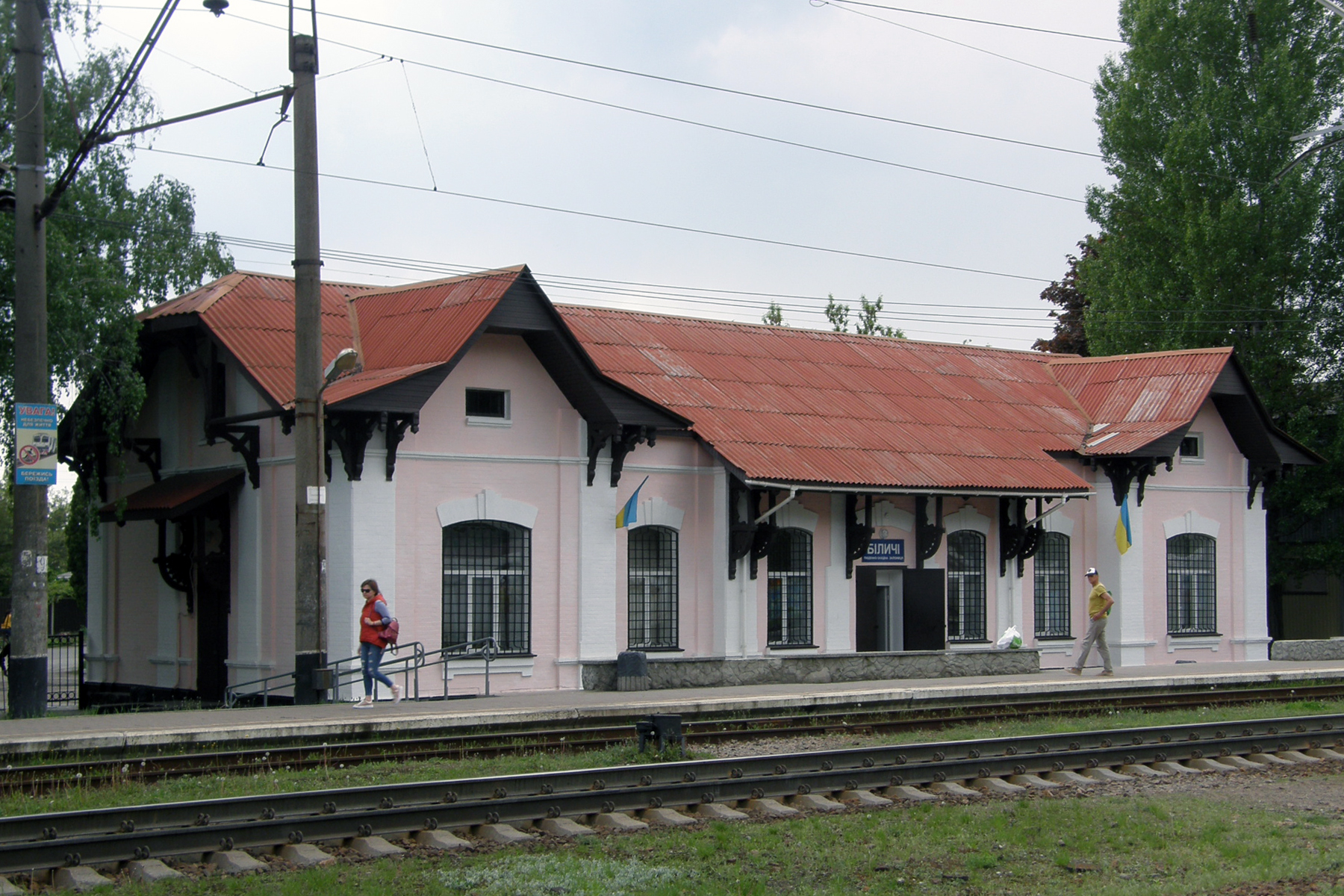
типовий вокзал станції Біличі

- Розпочав будівництво Міського театру на розі Володимирської та Богдана Хмельницького (1898—1899 pp., завершив В. Ніколаєв, проєкт В. Шретера).
- Надбудував III поверх над боковими крилами Міської думи на Хрещатику (1900 p.).
- Спроєктував скляне перекриття над подвір'ям будинку купця М. Штифлера на розі Хрещатика і вул. Миколаївської (1898 p.).
- Виконав проєкт нової концертної зали в саду «Шато-де-Фльор» (1900 р., не зберігся).
- Розробив 24 типи планів і фасадів для будівництва дачних споруд у Святошині (1896 p., співавтор О. Хойнацький).
- Типовий вокзал залізниці Київ – Ковель.

## Адреси у Києві
- Прорізна, № 3 (до 1900 року);
- Пушкінська (суч. Євгена Чикаленка), № 31 (1901—1903 або 1904);
- Прорізна, № 3 (1903 або 1904—1905);
- Рейтарська, № 31 (1906—1916).